# Hemisus wittei
Espèce
Statut de conservation UICN

 DD  : Données insuffisantes
Hemisus wittei est une espèce d'amphibiens de la famille des Hemisotidae.

## Répartition
Cette espèce se rencontre, :
- dans le sud de la République démocratique du Congo au Haut-Katanga dans le parc national de l'Upemba ;
- dans le nord-est de la Zambie dans le lac de Meru Wantipa ;
- dans le lac Moero à la frontière entre R.D.C. et Zambie.

## Étymologie
Cette espèce est nommée en l'honneur de Gaston-François de Witte.

## Publication originale
- Laurent, 1963 : Three New Species of the Genus Hemisus. Copeia, vol. 1963, no 2, p. 395-399.